# حزب البديل التونسي
حزب البديل التونسي هو حزب سياسي تونسي وسطي، أعلن عن تأسيسه في 29 مارس 2017، ويترأسه رئيس الحكومة التونسية الأسبق مهدي جمعة.

## التنظيم

### المؤسسين
يبلغ عدد مؤسسي الحزب 16 شخصا وأغلبهم كانوا أعضاء في حكومة مهدي جمعة، وهم:
| - مهدي جمعة (رئيس الحكومة التونسية الأسبق) - نائلة شعبان (كاتبة دولة لدى وزير المرأة سابقا) - نضال الورفلي (وزير منتدب لدى رئيس الحكومة مكلف بالشؤون الاقتصادية سابقا) - الهادي بالعربي (وزيرة التجهيز سابقا) - كمال بالناصر (وزيرة الصناعة والطاقة والمناجم سابقا) - توفيق الجلاصي (وزير التعليم العالي وتكنولوجيا المعلومات والاتصال سابقا). - سناء غنيمة - آمنة قلال | - محمد أمين النحالي - آمنة كريشان - منير التليلي (وزير الشؤون الدينية سابقا). - رضا عبد الحفيظ (الكاتب العام للحكومة سابقا). - محمد عزيز ماجول - محمد لؤي شابي (ابن السياسي أحمد نجيب الشابي). - لطفي السايبي - محمد علي التومي (رئيس الجامعة التونسية لوكالات الأسفار). |

## مقالات ذات صلة
- سياسة تونس
- قائمة الأحزاب السياسية في تونس

## روابط خارجية
- الصفحة الرسمية للحزب على الفيسبوك.

]]